# عين القصير

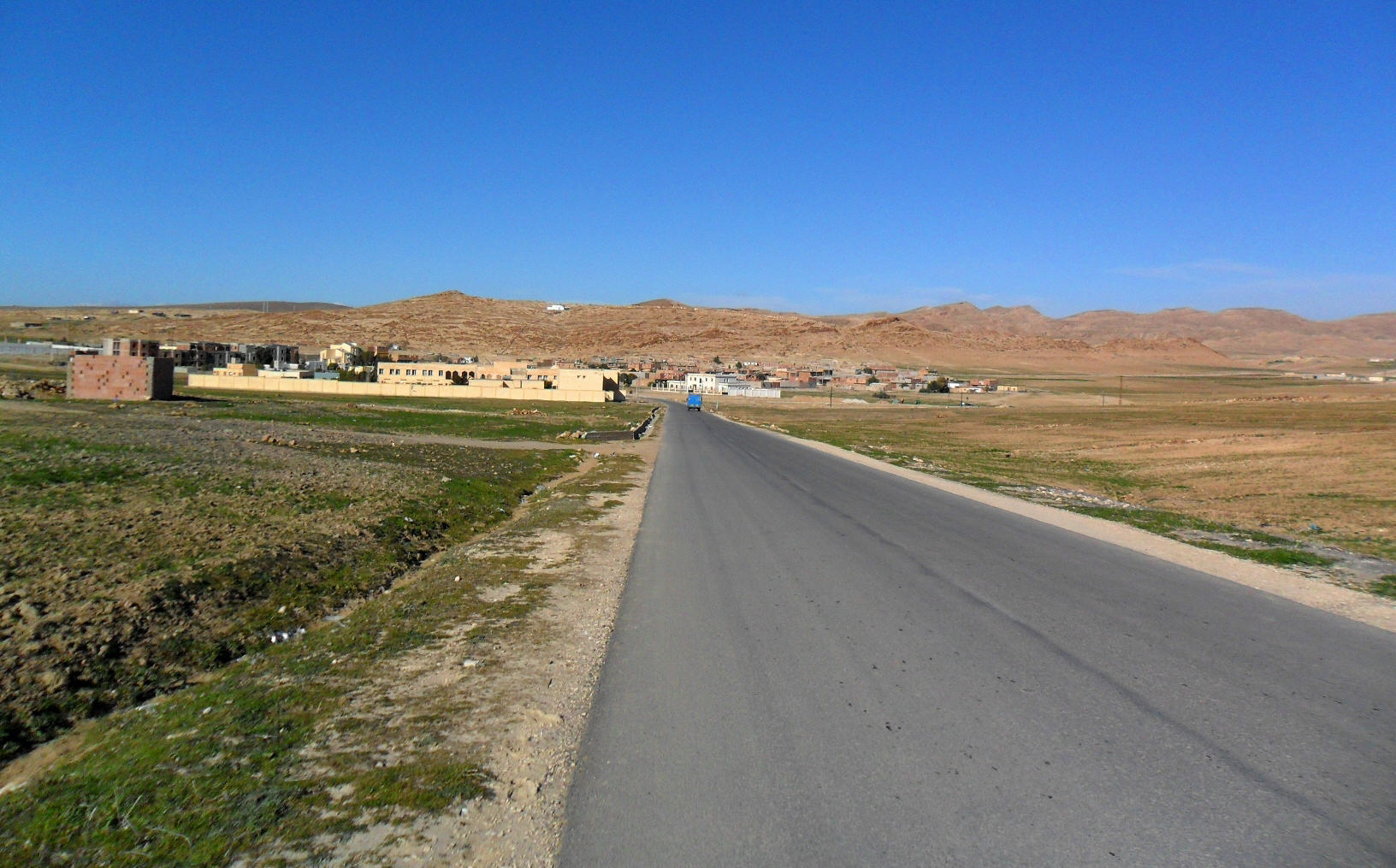
ain ouksir

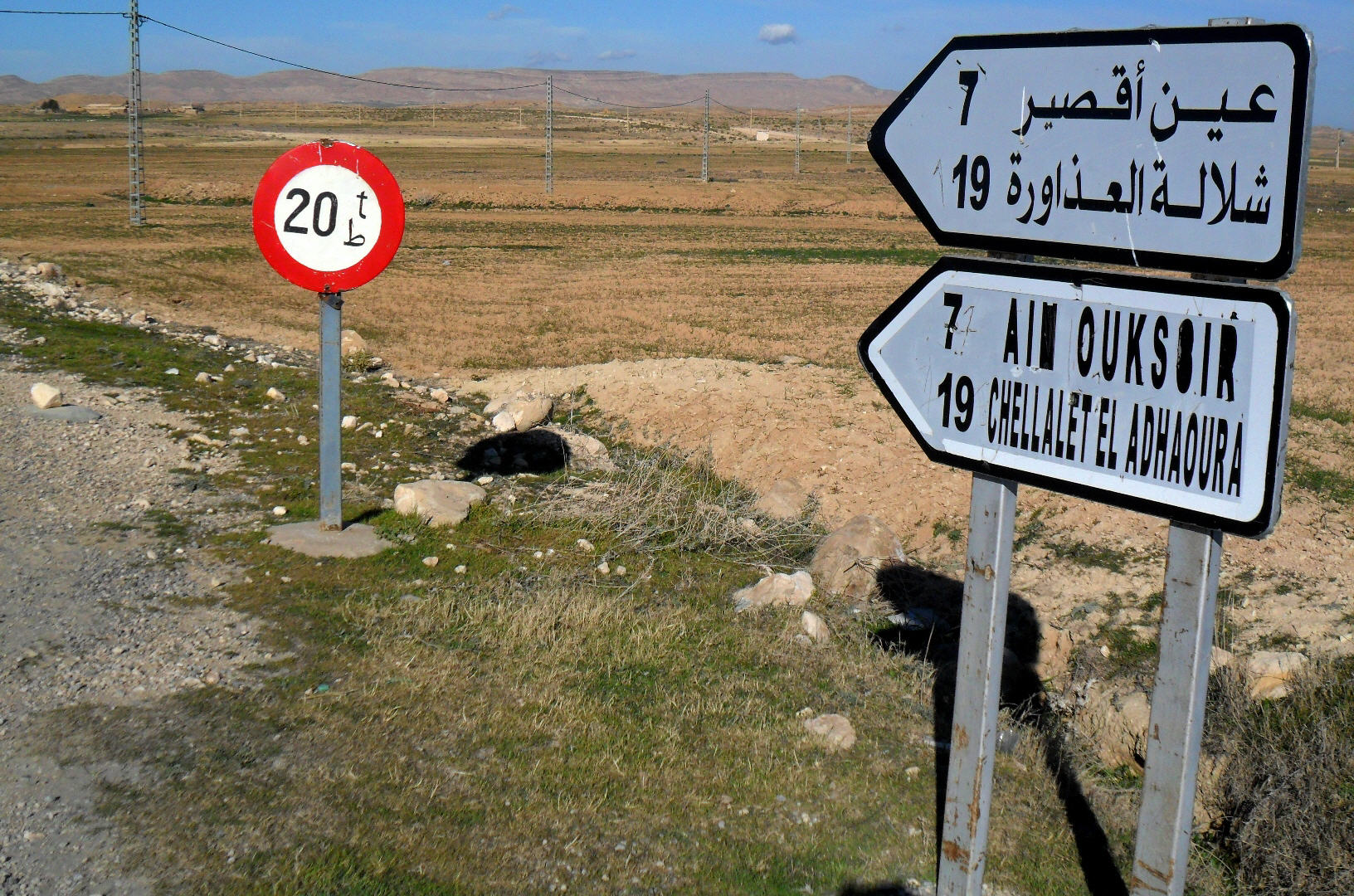
ain ouksir

عين القصير، بلدة وبلدية تابعة لدائرة شلالة العذاورة في ولاية المدية بالجزائر.

## الموقع الجغرافي
تبعد عن شلالة العذاورة بمسافة 10 كم جنوبا على الطريق الولائي رقم 94 نحو ولاية الجلفة.

## المصادر

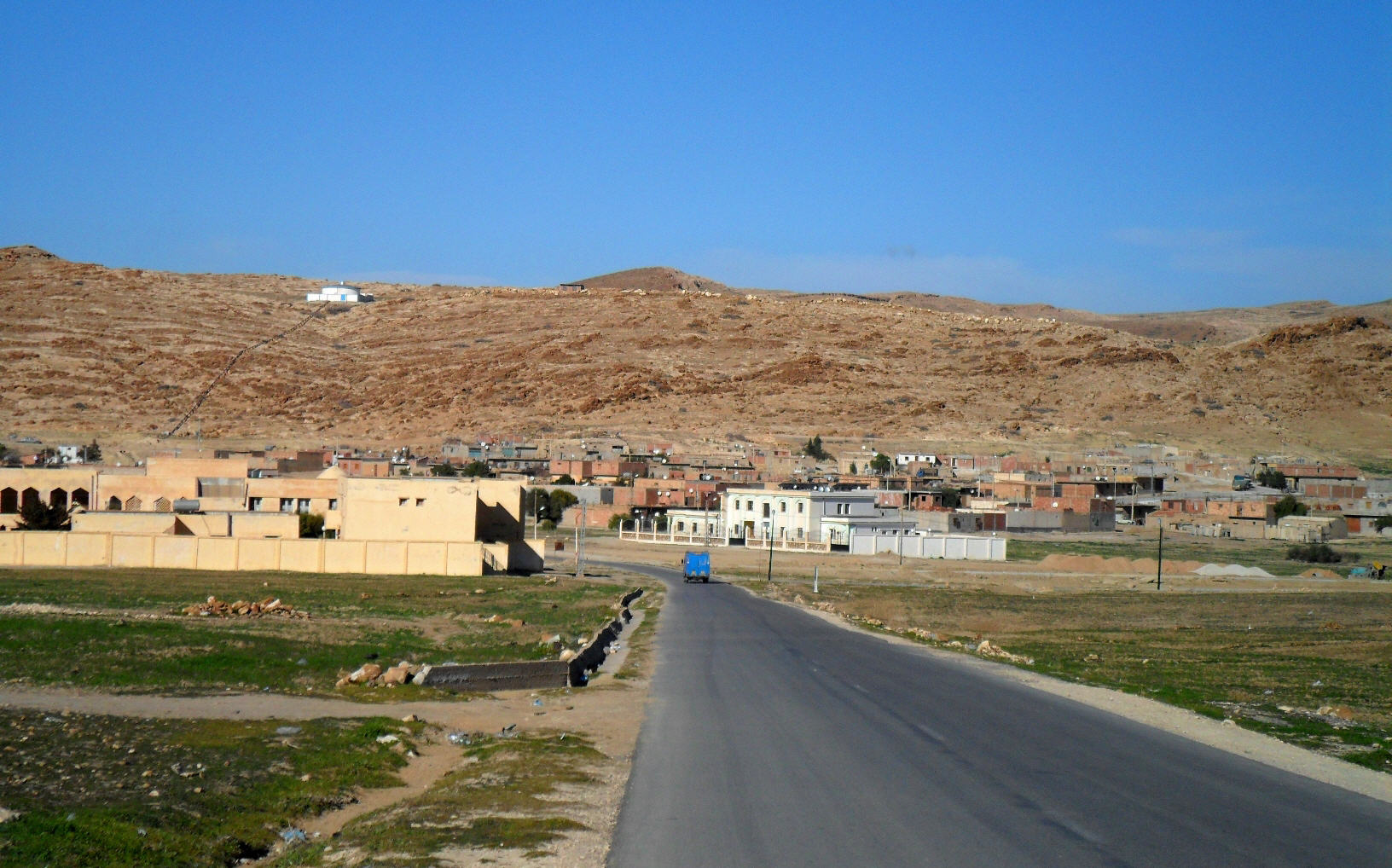
ain ouksir